# Wioślarstwo na Igrzyskach Śródziemnomorskich 1997
Zawody w wioślarstwie na Igrzyskach Śródziemnomorskich 1997 odbyły się w czerwcu w Bari.

## Tabela medalowa
| Poz. | Państwo   |   |   |   | Razem: |
| ---- | --------- | - | - | - | ------ |
| 1    | Włochy    | 2 | 2 | 2 | 6      |
| 2    | Francja   | 2 | 1 | 1 | 4      |
| 3    | Chorwacja | 1 | 2 | 0 | 3      |
| 4    | Słowenia  | 1 | 0 | 1 | 2      |
| 5    | Egipt     | 0 | 1 | 0 | 1      |
| 6    | Hiszpania | 0 | 0 | 2 | 2      |
|      | Razem:    | 6 | 6 | 6 | 18     |

## Mężczyźni
| Konkurencja                       | Złoto:                                                                                | Srebro:                                                                      | Brąz:                                                                           |
| Jedynka                           | Iztok Čop                                                                             | Alì Ibrahim                                                                  | Giovanni Calabrese                                                              |
| Dwójka podwójna                   | Agostino Abbagnale Alessio Sartori                                                    | Hrvoje Telisman Daniel Bajlo                                                 | Frédéric Kowal Yvan Deslaviere                                                  |
| Dwójka bez sternika               | Michael Andrieux Jean-Christophe Rolland                                              | Igor Boraska Tihomir Franković                                               | Marco Palmisano Rosario Gioia                                                   |
| Dwójka podwójna wagi lekkiej      | Leonardo Pettinari Michelangelo Crispi                                                | Pascal Touron Frédéric Dufour                                                | Josep Colome Carlos Dinares                                                     |
| Czwórka bez sternika              | Oliver Martinov · Kresimir Culjak · Marko Banovic · Branimir Vujević · Chorwacja      | Marco Penna · Riccardo De Rossi · Walter Molea · Raffaello Leonardo · Włochy | Denis Žvegelj · Jani Klemenčič · Milan Janša · Sadik Mujkič · Słowenia          |
| Czwórka bez sternika wagi lekkiej | Xavier Dorfman · Laurent Porchier · Frederic Pinon · Enri Pierre Dall'Acqua · Francja | Carlo Grande · Stefano Fraquelli · Ivano Zasio · Andrea Re · Włochy          | Oscar Arjona · Juan Manuel Florido · Alfredo Giron · Raimundo Piera · Hiszpania |